# This Will Be
This Will Be (anche nota come This Will Be (An Everlasting Love)) è una canzone di Natalie Cole, pubblicata come singolo nel 1975 e scritta da Chuck Jackson e Marvin Yancy.
È uno dei maggiori successi della cantante, che ha raggiunto la prima posizione della classifica R&B e la sesta della classifica pop statunitensi, oltre alla top40 in Regno Unito. La cantante vinse un Grammy Award come "Miglior interpretazione vocale R&B femminile" con questa canzone, categoria precedentemente dominata da Aretha Franklin.
La canzone è stata successivamente usata per la realizzazione delle colonne sonore di numerosi film, tra cui Un amore tutto suo (1995), Genitori in trappola (1998), Charlie's Angels: più che mai (2003), New York Taxi (2004), Partnerperfetto.com (2006) e Alles Is Liefde (2007).
In Italia è stata realizzata una cover della canzone da Stefania Del Prete per il programma Non è la RAI, interpretata all'interno dello stesso da Eleonora Cecere e contenuta nella compilation Non è la Rai 2 correlata al programma.

## Classifiche
| Classifiche                     | Posizione raggiunta |
| ------------------------------- | ------------------- |
| U.S. Billboard Hot 100          | 6                   |
| U.S. Billboard Hot Soul Singles | 1 (2 settimane)     |